# Instituto Questão de Ciência
O Instituto Questão de Ciência (IQC) é uma associação brasileira sem fins econômicos fundada em 2018, dedicada à promoção do pensamento científico e do uso de evidências científicas nas políticas públicas.
O IQC lista como suas frentes de atuação a educação científica, o jornalismo científico e a militância cética.

## História
O gasto de verbas públicas em formas de tratamento ineficazes ou sem comprovação científica (incluídas no rol da medicina alternativa), como é feito através da Política Nacional de Práticas Integrativas e Complementares (PNPIC) do Brasil é uma das temáticas prioritárias do IQC, que busca convencer o governo brasileiro a deixar de financiar tais práticas através do Sistema Único de Saúde (SUS). Outros temas que motivaram a criação do instituto incluem o fiasco da fosfoetanolamina e a invasão do Instituto Royal em 2013, bem como controvérsias envolvendo patrimônio genético e rotulagem de alimentos.
O lançamento do IQC ocorreu em 22 de novembro de 2018 em São Paulo, em um evento que incluiu uma palestra do médico britânico Edzard Ernst, especialista na análise de evidências sobre terapias alternativas. Desde seu lançamento o Instituto vem recebendo manifestações de apoio da comunidade científica brasileira e internacional. Drauzio Varella, Paulo Saldiva, Marcelo Knobel e outros cientistas brasileiros manifestaram apoio à criação do instituto, além do cético James Randi, Edzard Ernst e outras personalidades da divulgação científica mundial.
Até dezembro de 2019, a diretoria do IQC era composta por fundadores: Natalia Pasternak na presidência, Marcelo T. Yamashita na diretoria científica, Carlos Orsi na diretoria de comunicação e Paulo Almeida na diretoria financeira.
No aniversário de 2 anos, em novembro de 2020, o IQC publicou o Contradossiê das evidências sobre a homeopatia em resposta ao "Dossiê Especial: Evidências Científicas em Homeopatia" publicado por médicos homeopatas brasileiros em 2017.